# 御内人
御内人（みうちびと、みうちにん）は、鎌倉時代に執権北条氏の家督・得宗に仕えた、武士、被官、従者。御内人の名は同時代史料にあるもので、佐藤進一は学術用語として得宗被官（とくそうひかん）と名付けている。多くは鎌倉幕府将軍の直臣である御家人の身分を持っていた。

## 御内人の語源
「御内」とは、元々は家政・所領などを意味する用語である。従者を指して身内とする場合には、その家に代々使える譜代的な従者を指していた。よって、本来は主人を冠して「（誰々）御内」と表記するのが正しい。
しかし北条家惣領である得宗の政治的・経済的・社会的影響力が突出した結果、鎌倉時代後期には単に「御内」と言えば「得宗の御内」と理解されるようになり、「御内人」も「得宗の従者」を意味するようになった。ただし『吾妻鏡』では用いられておらず、惣領をふくむ北条家の人物に仕える御家人に対しては、「祗候人」という表現を用いている。北条氏には伊豆時代から仕えてきた「主達」と呼ばれる家臣層が存在していたが、彼らに対しては「祗候人」という表現は用いられていない。「主達」が御家人に昇格することは源実朝によって拒絶されており、その後も明確に確認された例はない。細川重男は「御内人」という表記は「御内祗候人」が縮まったものであるとしている。
かつては、得宗の従者とその他北条氏の従者を区別すること無く「御内人」と呼んだり、現在では両者をまとめて「北条氏被官」とする場合もある。しかし、北条氏庶家と得宗家、それぞれの従者は殆ど一致しておらず庶家は独自に従者を獲得している事や、北条氏各家は独立採算制をとっている事、何より鎌倉時代当時「御内人」は得宗の従者に限定して用いられている事から、「御内人」は得宗の従者のみに限って用いられるべきだと考えられる。この場合、たとえば日蓮の有力檀越として知られる四条金吾は、北条氏庶流の名越光時の執事であったが、御内人には含まれないことになる。
中世史家の奥富敬之・五味文彦・海津一朗は御内人は将軍の家臣である北条氏の家臣、いわば陪臣であるとしている。奥富は「一般御家人より一段下位だということで、平常から軽視されている」としている。ただし、細川重男は北条家の従者の多くは御家人であったとしている。史料上においても鎌倉時代を通じて有力な御内人は御家人役を勤仕し続け、幕府内の儀礼である垸飯や的始に参加しており、御家人として扱われている。御内人の中でも南条氏、長崎氏（平氏）については「主達」の身分から御家人になったのではないかとされることが多かったが、南条氏については源頼朝時代から御家人であったことが『吾妻鏡』によって確認されており、長崎氏についても活動内容から御家人であったとみられている。

## 歴史
最初に北条氏の従者となったのが確認できる御家人は、北条義時の側近であった金窪行親と安東忠家である。
御内人の職務は北条宗家である北条得宗家の家政を取り扱う「得宗家公文所」で行われていた。執事を世襲していた平氏（後に長崎氏を称する）を中心に、所領安堵・訴訟通り扱い・裁許等の文書を発給、年貢管理、仏事や得宗家子女の教育など多岐にわたる職務を行っていた。また京都の朝廷との交渉を行う東使も重要な職務である。北条氏の一門が守護となった国では守護代を務めた。また平氏は幕府においては侍所所司を務め、侍所別当である執権の補佐にあたった。侍所は承久の乱以降幕府の軍事的役割を握っており、元寇の弘安の役においては、作戦指令が執権北条時宗の名で出され、得宗被官たる御内人が戦場に派遣されて御家人を主体とする軍の指揮にあたった。
この結果、得宗家の勢力が強化され、それに伴い御内人も幕府内で権勢を持つようになった。そのため、将軍の従者である御家人は、御内人に対して「外様」と称されるようになる。有力な御内人の家系は藤姓安東氏、平姓安東氏・諏訪氏・長崎氏・尾藤氏・工藤氏が著名である。
北条貞時の時代になると、御内人の筆頭である平頼綱は内管領（御内頭人）と呼ばれるようになった。頼綱は幕府の実質的な首脳部である寄合衆のメンバーとなり、外戚で有力御家人である安達泰盛を滅亡させるなど（霜月騒動）、幕政に絶大な影響力を及ぼした。日蓮は書状の中で頼綱のことを「天下の棟梁」と書いている。頼綱は正応6年（1293年）の平禅門の乱によって誅殺されたものの、得宗貞時が正応6年（1235年）の嘉元の乱以降政務を放棄したこともあって、内管領をはじめとする御内人の権勢はより強まった。
北条高時の時代には頼綱の一族である長崎円喜が内管領となり、その子の高資とともに権勢をふるった。滞る幕府への訴訟を早く有利に解決したい当事者達は、得宗権力を行使する御内人に賄賂を贈り、また得宗領内で貿易や金銭の貸し付け、土地の売買を行うなど、困窮していく御家人と対照的に、御内人は新たな富裕層となっていった。これはすなわち幕政の腐敗であり、御家人の不満が高まるとともに諸国で悪党が活動を活発化させ、倒幕へと結びついていった。
鎌倉幕府末期には、嘉暦の騒動の結果、御内人五大院宗繁（高繁）の妹を母とする太郎邦時が得宗高時の後継となり、ついには得宗外戚の地位をも手に入れようとしていた。『太平記』は元弘の乱における幕府軍で、実際に軍勢を指揮する「侍大将」の地位に御内人である南条高直と長崎高貞が任じられたとしている。1333年の幕府滅亡においては長崎円喜父子をはじめとする多くの御内人が最後の得宗北条高時に殉じている。
鎌倉幕府滅亡後、御内人の中には建武政権に抵抗して北条氏の復活を図る者と反対に建武政権の鎌倉将軍府などに出仕して建武政権の下で幕府体制そのものの再建を図ろうとする者がいた。御内人の1人であった諏訪頼重が北条時行を擁して起こした中先代の乱では結果的には御内人同士が分裂して戦うことになった。後者の中には飯尾氏などのように鎌倉将軍府から足利将軍家に仕えて、室町幕府・鎌倉府で活躍する者もいた。
その後工藤氏（伊東氏）・安倍姓安東氏（秋田氏）・諏訪氏の一部は室町時代、戦国時代も生き抜き、江戸時代の近世大名として存続し、そのまま廃藩置県に至るまで明治維新を迎えることとなった。また大名家や江戸幕府の直臣として家を伝えた家系も多く見られる。

## 御内人を出した氏族
細川重男は鎌倉時代後期には得宗被官が「特権的支配層」とそれ以外に分かれていたとする。細川は得宗被官を「執事家」（寄合衆家）、「執事補佐家」、得宗家で公文所の事務作業を行う下級職員である「奉行人層」、在地であった「一般得宗被官」に分類している。特権的な地位を持った「御内人」は「執事家」・「執事補佐家」が該当する。執事家には平氏（長崎氏）、尾藤氏、諏訪氏が該当し、執事補佐家には執事家の庶流と工藤氏・安東氏などが含まれていた。

### 執事家
- 平氏（長崎氏）
- 尾藤氏
- 諏訪氏

### その他の御内人氏族
- 工藤氏
- 藤姓安東氏
- 平姓安東氏
- 南条氏
- 宿屋氏
- 関氏
- 金窪氏
- 紀氏
- 飯尾氏
- 三浦氏
- 和田氏
- 安達氏
- 黒沼氏
- 五大院氏